# Nesogordonia dewevrei
Nesogordonia dewevrei är en malvaväxtart som först beskrevs av De Wild. och Th. Dur., och fick sitt nu gällande namn av René Paul Raymond Capuron. Nesogordonia dewevrei ingår i släktet Nesogordonia och familjen malvaväxter. Inga underarter finns listade i Catalogue of Life.